# Силва Батута
Валтер Машадо да Силва (порт.-браз. Walter Machado da Silva; 2 января 1940, Сан-Паулу — 29 сентября 2020, Рио-де-Жанейро), более известный как Силва Батута (порт.-браз. Silva Batuta) — бразильский футболист, выступавший на позиции нападающего.

## Карьера
Силва Батута начал карьеру в возрасте 15 лет в клубе «Сан-Паулу». Проведя там два сезона, он перешёл на правах аренды в «Бататайс». Проведя там полгода, футболист был продан в клуб «Ботафого». Два года спустя Батута стал игроком «Коринтианса», дебютировав в команде 21 мая 1962 года в матче с бывшей командой, «Ботафого». Там же он получил от комментатора Жорже Кури своё футбольное прозвище — Батута, в честь «баттуты», палочки дирижёра, служившей для отбивания такта. В «Коринтиансе» Батута выступал 4 сезона, проведя 143 матча (в некоторых источниках — 140) и забив 89 голов.
В 1965 году Силва перешёл в клуб «Фламенго», искавший замену Жерсону будучи заменян на форварда Айртона Белезу. В первом же сезоне он помог клубу выиграть чемпионат штата Рио-де-Жанейро, став лучшим бомбардиром команды. В следующем сезоне он также стал лучшим бомбардиром «Фла», забив 12 голов, но клуб занял второе место. Во «Фламенго» он также близко подружился с Алмиром Пернамбукиньо, который покинул клуб, после ухода из него Батуты.
В 1966 году Силва был куплен «Барселоной» за 180 тыс. долларов с заработной платой в 20 тыс. долларов в год. Но в те годы клуб не имел права заявлять иностранных футболистов, из-за чего игрок выступал за «Барсу» лишь в товарищеских матчах. Более того его оскорбил даже президент клуба, Энрике Льяудет, сказавший: «Если ты не сможешь играть, то я буду использовать тебя в качестве водителя. Всегда хотел чёрного шофёра». Футболист вернулся в Бразилию, в клуб «Сантос», но там провёл лишь сезон, в котором клуб выиграл чемпионат штата.
В 1967 году Силва вновь стал игроком «Фламенго», и в первой игре по его возвращении он забил три гола на Маракане в матче с «Крузейро» в присутствии 180 тыс. зрителей. В 1968 году форвард в третий раз стал лучшим бомбардиром «Фла», 11 раз поразив ворота соперников в чемпионате Рио. Всего игрок выступал там полтора года, забив за клуб, в общей сложности, 68 голов в 132 играх. В 1969 году Батута стал игроком аргентинского «Расинга». Первый гол за клуб он забил в матче с «Эстудиантесом», а всего забил за клуб 18 голов в 28 матчах, из которых 14 в Метрополитано, благодаря чему он стал лучшим бомбардиром турнира.
Вернувшись в Бразилию, Батута стал игроком клуба «Васко да Гама», с которым стал чемпионом штата Рио. Он играл в аренде в «Ботафого» и «Рио-Негро» из Манауса, а потом вернулся в «Васко». Затем футболист перешёл в колумбийский «Атлетико Хуниор». Завершил карьеру Силва Батута в венесуэльской команде «Тикере-Канариас» в 1975 году. Затем Валтер работал тренером и помощником главного тренера во «Фламенго», а также скаутом клуба. В 1995 году он окончил юридический факультет UNISUAM. В последние годы он работал библиотекарем в штаб-квартире «Фламенго».
В 2020 году Батута был госпитализирован в больницу Про-Кардиаку в байрро Ботафогу, будучи больным COVID-19. Он умер спустя 10 дней.

## Личная жизнь
Батута был женат. С супругой Мартой они отметили в 2014 году 50-летнюю годовщину брака. У них трое детей.

## Международная статистика
| Матчи Силва Батуты за сборную Бразилии | Матчи Силва Батуты за сборную Бразилии | Матчи Силва Батуты за сборную Бразилии | Матчи Силва Батуты за сборную Бразилии | Матчи Силва Батуты за сборную Бразилии | Матчи Силва Батуты за сборную Бразилии | Матчи Силва Батуты за сборную Бразилии |
| -------------------------------------- | -------------------------------------- | -------------------------------------- | -------------------------------------- | -------------------------------------- | -------------------------------------- | -------------------------------------- |
| №                                      | Дата                                   | Место проведения                       | Оппонент                               | Счёт                                   | Голы                                   | Турнир                                 |
| 1                                      | 1 мая 1966                             | Рио-де-Жанейро                         | Сборная Гаушу                          | 2:0                                    | -                                      | Товарищеский матч                      |
| 2                                      | 14 мая 1966                            | Рио-де-Жанейро                         | Уэльс                                  | 3:1                                    | 1                                      | Товарищеский матч                      |
| 3                                      | 19 мая 1966                            | Рио-де-Жанейро                         | Чили                                   | 1:0                                    | -                                      | Товарищеский матч                      |
| 4                                      | 8 июня 1966                            | Рио-де-Жанейро                         | Польша                                 | 2:1                                    | 1                                      | Товарищеский матч                      |
| 5                                      | 15 июня 1966                           | Рио-де-Жанейро                         | Чехословакия                           | 2:2                                    | -                                      | Товарищеский матч                      |
| 6                                      | 25 июня 1966                           | Глазго                                 | Шотландия                              | 1:1                                    | -                                      | Товарищеский матч                      |
| 7                                      | 27 июня 1966                           | Атвидаберг                             | Атвидаберг                             | 8:2                                    | 3                                      | Товарищеский матч                      |
| 8                                      | 19 июля 1966                           | Ливерпуль                              | Португалия                             | 1:3                                    | -                                      | Чемпионат мира                         |

## Достижения

### Командные
- Чемпион штата Сан-Паулу: 1957, 1967
- Чемпион штата Рио-де-Жанейро: 1961, 1965, 1970
- Чемпион Бразилии: 1974

### Личные
- Лучший бомбардир чемпионата Аргентины: Метрополитано 1969 (14 голов)